# Tollari järv
Tollari järv är en sjö i Estland.   Den ligger i landskapet Valgamaa, i den södra delen av landet, 210 km söder om huvudstaden Tallinn. Tollari järv ligger 96 meter över havet.  I omgivningarna runt Tollari järv växer i huvudsak blandskog.